# Mariana Palma
 Mariana Palma (* 17. September 1979 in São Paulo) ist eine
bildende Künstlerin aus Brasilien, die mit den Mitteln der Fotografie und Malerei arbeitet.

## Leben und Werk
Palma studierte von 1998 bis 2001 mit einem Bachelorabschluss in Fine Arts an der Armando Alvares Penteado Foundation - FAAP in São Paulo. Sie nahm an Projekten mit Albano Alfonso, Sandra Cinto und Eduardo Brandão teil und an Kursen, die von Nelson Leirner, Iole de Freitas, Carlos Farjardo, Rodrigo Naves und Paulo Pasta unterrichtet wurden. In den vergangenen Jahren wurden ihre Werke in über 21 Gemeinschaftsausstellungen in verschiedenen Ländern gewürdigt.

## Einzelausstellungen (Auswahl)
- 2004: SESC Ribeirão Preto
- 2005: Casa Triângulo, São Paulo
- 2006: Museu Victor Meirelles, Florianópolis
- 2006: Instituto de Arte Contemporânea de Recife, Recife
- 2006: Fundação Cultural de Curitiba, Curitiba
- 2006: Museu de Arte de Ribeirão Preto, Ribeirão Preto
- 2008: Galeria Mário Sequeira, Braga, Portugal
- 2009: Casa Triângulo, São Paulo
- 2010: Desenhos, SESC, Ribeirão Preto
- 2012: Galeria Casa Triangulo, São Paulo
- 2017: Galeria Casa Triângulo, São Paulo

## Werke in Öffentliche Sammlungen
- Instituto Cultural Itaú, São Paulo, Brasilien
- Museum für zeitgenössische Kunst in Campinas, Brasilien
- Museu de Arte de Ribeirão Preto, Brasilien
- Sammlung der Banco Itaú S.A., São Paulo, Brasilien
- Rathaus von Santo André, Brasilien

## Auszeichnungen
- 2003: Acquisition Prize, Museu de Arte Contemporânea (MAC) de Campinas, Brasilien
- 2003: Solo Exhibition Prize, SESC Ribeirão Preto, Brasilien
- 2005: Acquisition Prize, Museu de Arte de Ribeirão Preto (MARP), Brasilien
- 2006: Acquisition Prize, Casa do Olhar, Santo André, Brasilien